# Wahlkreis St. Gallen
Wahlkreis St. Gallen är en av de åtta valkretsarna i kantonen Sankt Gallen i Schweiz. Valkretsarna i Sankt Gallen har ingen administrativ funktion, men används för statistiska ändamål. De kan jämföras med distrikten i andra schweiziska kantoner.

## Indelning
Distriktet består av nio kommuner:
- Andwil
- Eggersriet
- Gaiserwald
- Gossau
- Häggenschwil
- Muolen
- Sankt Gallen
- Waldkirch
- Wittenbach

Samtliga kommuner i distriktet är tyskspråkiga.